# Pritchardia woodfordiana
Pritchardia woodfordiana là một loài thực vật có hoa thuộc họ Arecaceae.
Loài này chỉ có ở quần đảo Solomon.